# Mantispa brevistigma
Mantispa brevistigma is een insect uit de familie Mantispidae, die tot de orde netvleugeligen (Neuroptera) behoort. De soort komt voor in China.